# 柱頭 (植物学)

植物の雌性生殖器官の一部、雌蕊（柱頭 (stigma)ー花柱ー子房）を示した概念図。

柱頭（ちゅうとう、英: stigma）は、花の雌蕊群にある一つの心皮、あるいは複数の心皮が融合したものの先端にある受容器官である。

## 解説

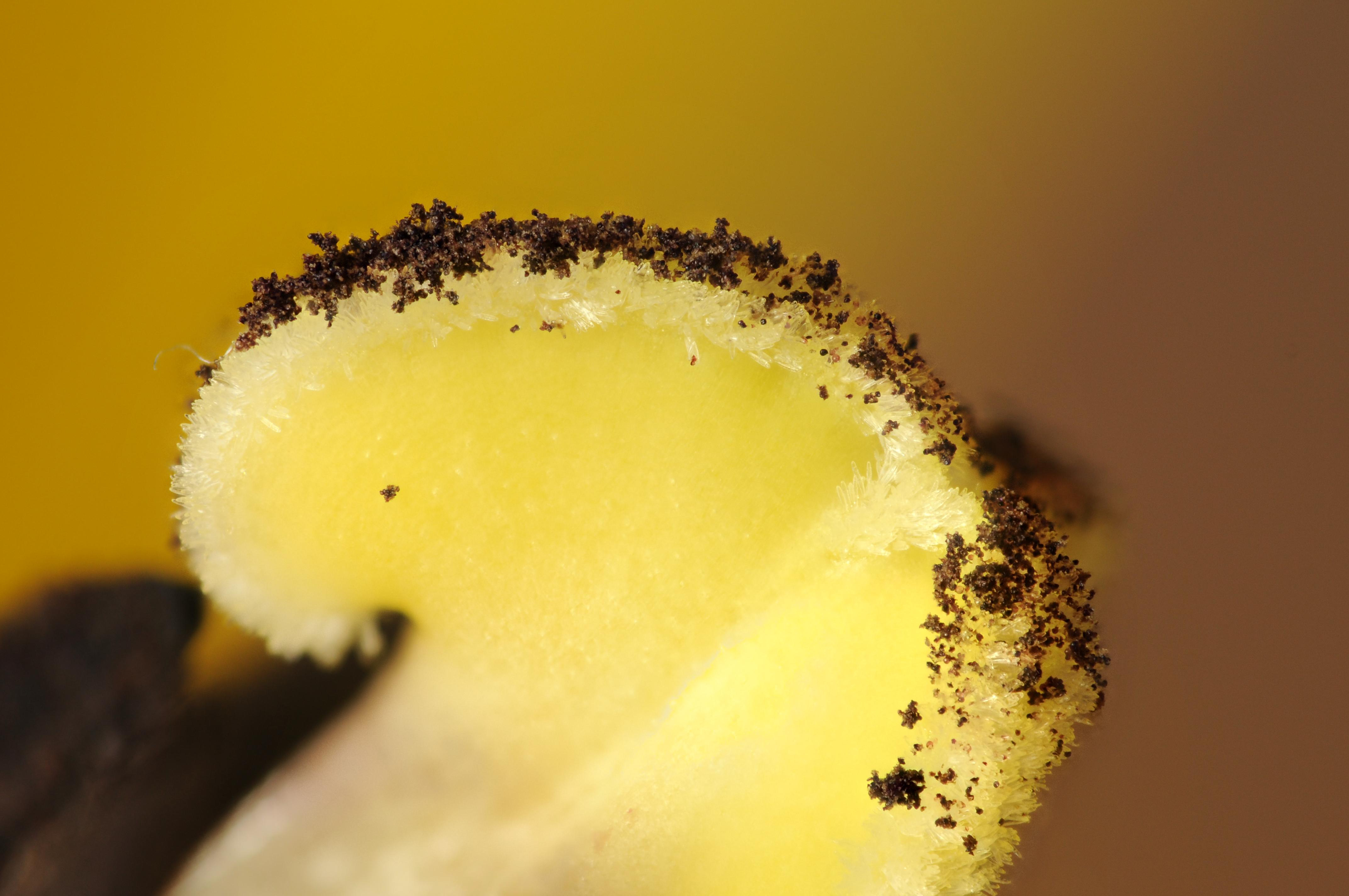
チューリップ属の一種の柱頭と花粉。

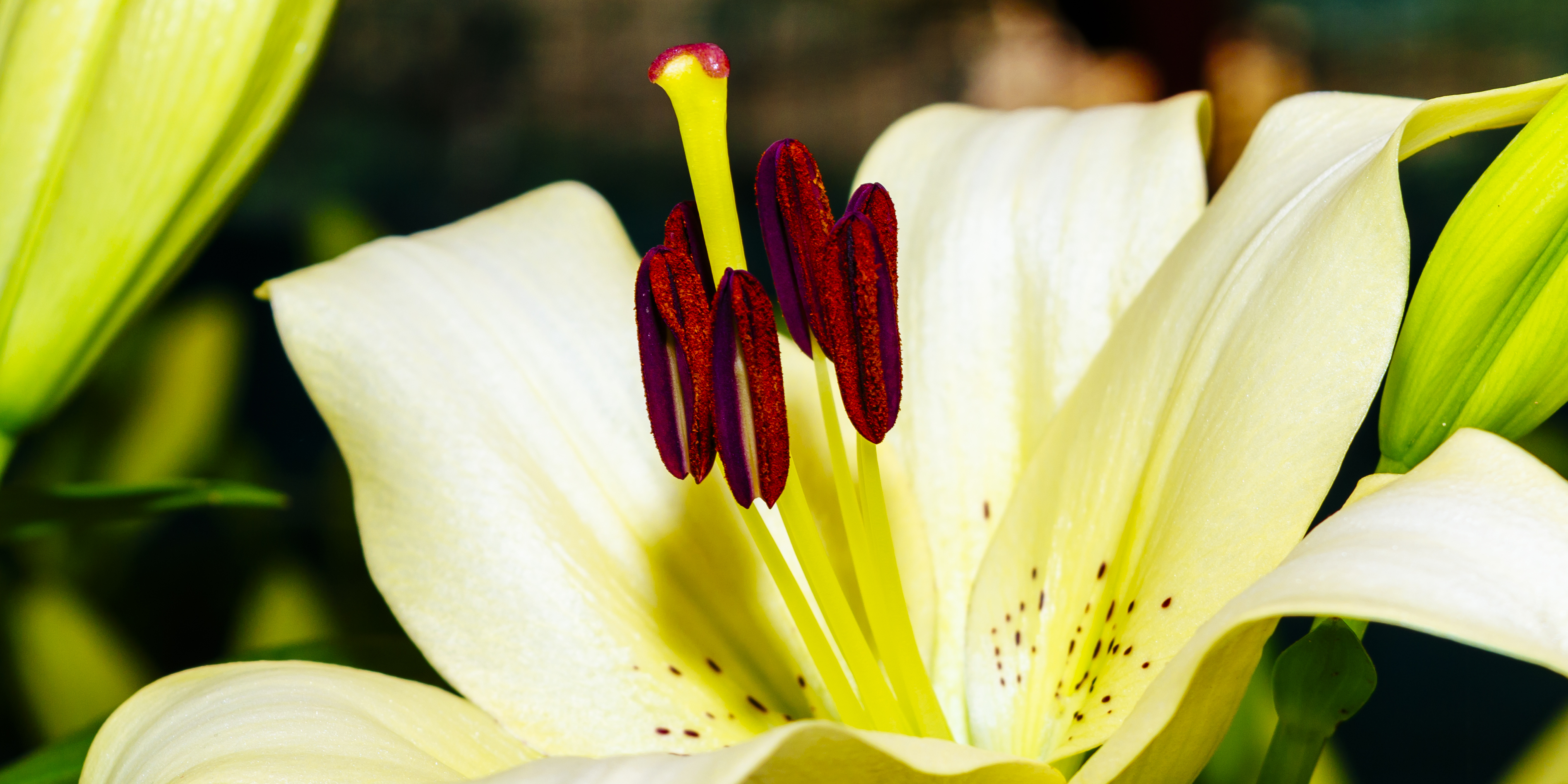
ユリ“スターゲイザー”の柱頭およびそれを取り囲む雄蕊。

柱頭は、花柱と子房と共に雌蕊群、すなわち植物の雌性生殖器官、の一部である雌蕊をなす。柱頭自体は花粉を受容する細胞からなる乳頭状突起（英: stigmatic papillae）でできており、花柱の末端部分あるいは花柱分枝を形成する。柱頭は通常、花柱の先端に局在するか、（特に風媒により受粉する種では）表面を広く覆うかである。
柱頭は花粉を受け取り、花粉粒は柱頭上で発芽する。柱頭は、乾性型もあるが柱頭浸出液が出て粘着性がある湿性型もある。柱頭浸出液は、水分、脂質、フェノール性物質、糖、アミノ酸などを含み花粉粒の吸水や保持・花粉管の発芽・伸長などの栄養を提供するほか、花蜜と共に花粉媒介者への報酬の役割も果たすとされる。また、毛や小翼片、立体造形による花粉を捕捉するための様々な方法をとって適応している。花粉は、空中から（空中花粉、風媒花）、訪花する昆虫その他動物から（動物媒）、また稀ながら周囲の水から（水媒）捕捉される。柱頭は長いものから、細いもの、球状のものまで様々である。
花粉は葯から離れる時、多くの場合極めて乾燥している。柱頭は、花粉が水分を再吸収し、花粉管を発芽させるのを介助することが示されている。柱頭はまた、正しい種の花粉の適切な付着が確実におこるようになっている。柱頭は、花粉の識別および自家不和合反応において積極的役割を果たしている。自家不和合反応は、同一、あるいは遺伝的に近い植物の花粉を拒絶するもので、柱頭と花粉粒表面の相互作用が関与している。

## 形態
柱頭はしばしば複数の裂片に分裂したり（例えば三裂）、また待ち針の頭の様だったり（頭状）、一点に結んだり（点状）する。柱頭の形状には大幅な変異がある。

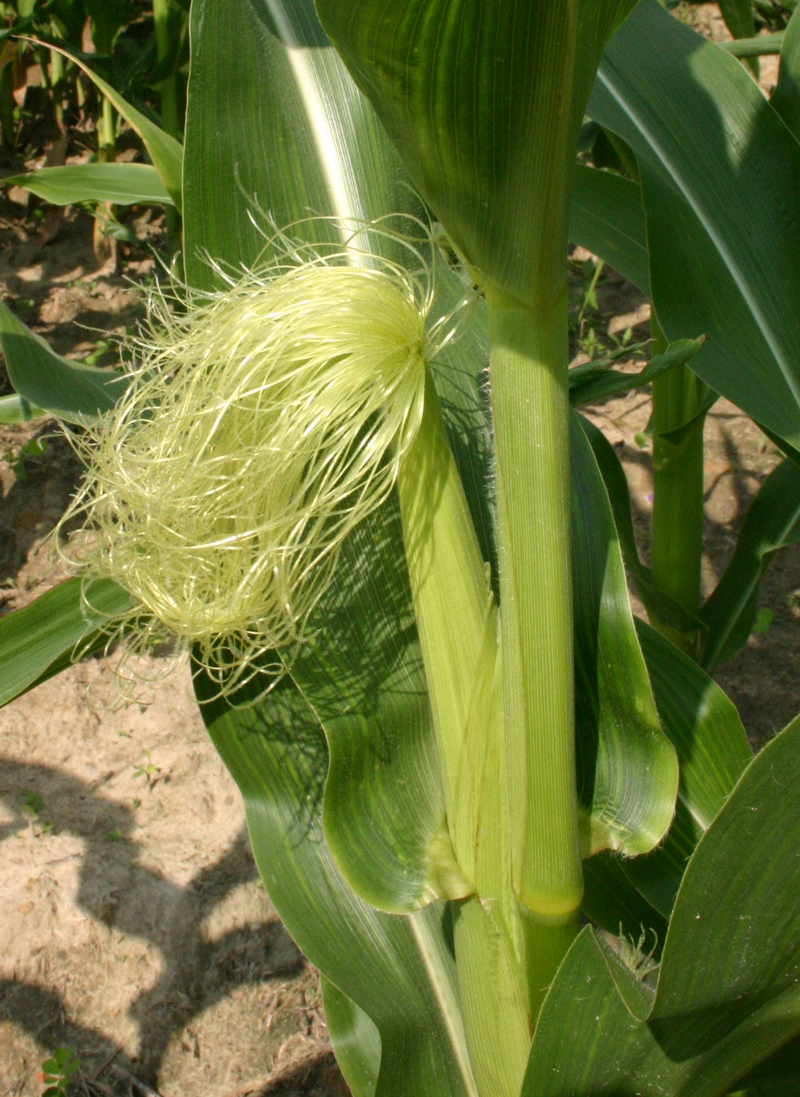
トウモロコシの絹糸（けんし）とよばれる柱頭。

## 花柱

### 構造
花柱は、子房の細く上向きの伸長部であり、乳頭状突起に接続している。偶に花柱を欠くことがあり、この場合、柱頭は無柄であると表現される。花柱は一般的に管状であり、長いことも短いこともある。花柱は、（中心部分には細胞がほとんどないか全くない）中空であることがあり、中央の通路部分は通常、ムシレージ（ムチレージ、植物粘液）で満たされている。あるいは、花柱は（細胞が完全に密に詰め込まれた）中実である。ほとんどの融合した心皮（合生心皮）を持つ単子葉植物、およびいくつかの真性双子葉植物では中空の花柱を持つ。一方、多くの真性双子葉植物およびイネ科植物では、柱頭と子房の中心を繋ぎ、特化した分泌伝達組織を収容する、中実（中の詰まった）の花柱を持つ。これが花粉管の生長のための養分に富んだ通路を形成する。
雌蕊に一つ以上の心皮が存在する場合には、各々が別々の花柱様の花柱分枝を持つか、あるいは一つの花柱を共有する。アヤメやその他のアヤメ科の植物では、花柱が三つの花弁状の花柱分枝にほぼ基部にまで及んで分かれている。これらは、花筒から出て外花被片上をなぞる翼状組織である。柱頭は末端の裂片近く、花柱分枝下面の縁にある。花柱分枝はDietes属、Pardanthopsis属、そしてモラエア属（Moraea）のほとんどの種にもある。
クロッカス属では、三つに分かれた花柱分枝が存在し、管をなしている。Hesperantha属は広がった花柱分枝か、分岐せずに浅裂する花柱を持つ。グラジオラス属は、二葉の花柱分枝を持つ。フリージア属やラペイルージア属（Lapeirousia Pourr.）、アフリカヒメアヤメ属（Romulea）、Savannosiphon属、ヒイロヒオウギ属（Watsonia）は二股に分かれ、反曲した花柱分枝をもつ。

### 子房への結合
花柱の子房への結合位置は、末端（頂端）、頂端下部、側生、花托の隆起部（雌蕊群が生じる部分、英: gynobase）、および 花托隆起部下部のいずれかを取りうる。末端（頂端）花柱位置は子房の頂端への結合を指し、最も一般的な型である。頂端下部型では、頂端のわずかに下側から花柱が立ち上がる。側生型では、子房の側面から花柱が立ち上がり、バラ科で見られる型である。花托隆起部の花柱は子房の基部、または子房の裂片の間から立ち上がり、ムラサキ科の特徴である。花托隆起部下部の花柱はネギ属の特徴である。

### 受粉
花粉管は花柱の長さ分を生長し、胚珠に達する。また、場合により、花柱における自家不和合反応が花粉管の完全な生長を妨げる。少なくともガステリア属の種を含むいくつかの種では、花柱によって花粉管が胚珠の珠孔へと導かれる。